# Badan Intelijen ABRI
Der Badan Intelijen ABRI (deutsch Nachrichtendienst der ABRI, also der Streitkräfte Indonesiens, BIA) war ein militärischer Nachrichtendienst in Indonesien.
Der BIA war der Nachfolger des Badan Intelijen Strategis (Bais) der bis zur Entlassung von Verteidigungsminister Leonardus Benyamin Moerdani die Vormachtstellung gegenüber dem zweiten militärischen Geheimdienst Bakin innehatte. Beide Dienste standen untere dem Kommando von Moerdani.
Mit der Umbenennung des Bais in BIA 1994 verlor der Nachrichtendienst an seinem Status gegenüber dem Bakin. Trotzdem blieb er der stärkste der Nachrichtendienste des Landes, wenn es um Informationssammlung und ihrer Analyse ging. Über die territoriale Kommandostruktur des Militärs und ein Informantennetzwerk bis hinab auf Dorfebene wurden Informationen aus dem ganzen Inselstaat gesammelt und nach Jakarta geleitet. Innerhalb des Militärs und darüber hinaus geriet man daher zur Annahme, dass die Streitkräfte über das beste Informationsnetzwerk aller Sicherheitskräfte verfügte, was dazu führte, dass man meinte, das Militär sei am besten in der Lage strategische Geheimdienstinformationen zu sammeln. 1999 musste der Nachrichtendienst alle internen Sicherheitsfunktionen an die Polizei abgeben und erhielt den neuen Namen Badan Intelijen Strategis TNI (BAIS TNI). Es gab Kritik, dass dadurch nicht mehr die vollen Kapazitäten des Netzwerkes nicht mehr genutzt werden würden.
Von 1997 bis zum 4. Januar 1999 war Generalmajor Zacky Anwar Makarim Chef des BIA. Nach dem Rücktritt des Diktators Suharto wurde Zacky zu seiner Beteiligung an verschiedenen Vorkommnissen, wie der Entführung von Aktivisten, die Ermordung von Studenten und die Anstiftung der Unruhen in Jakarta im Mai 1997 befragt. Bereits 1998 stellte er pro-indonesische Milizen in dem nach Unabhängigkeit strebenden Osttimor auf und soll im Jahr 1999 nach Bekanntgabe der Abhaltung eines Unabhängigkeitsreferendums über eine neben der regulären parallel aufgebaute Befehlskette Angriffe auf Unabhängigkeitsbefürworter und die Einschüchterung der Bevölkerung organisiert haben. Nachdem das Referendum am 30. August 1999 zum Erfolg der Unabhängigkeitsbefürworter wurde, soll Zacky einer der Schlüsselfiguren bei der Vergeltungsaktion Operation Donner gewesen sein. Zacky war zu diesem Zeitpunkt der ranghöchste indonesische Soldat in Osttimor.